# La Poza de la Tortuga
La Poza de la Tortuga es una localidad del municipio de Balancán ubicado en la subregión de los Ríos del estado mexicano de Tabasco.

## Geografía
La localidad se ubica a 14.0 kilómetros (en dirección norte) de la localidad de Balancán de Domínguez, la cabecera y lugar más poblado del municipio. Se sitúa en las coordenadas geográficas 17°41′08″N 91°29′42″O / 17.685556, -91.495000, a una elevación de 16 metros sobre el nivel del mar.

## Demografía
Según el Conteo de Población y Vivienda 2020, efectuado por el Instituto Nacional de Estadística y Geografía, la localidad de La Poza de la Tortuga tiene 48 habitantes, de los cuales 22 son del sexo masculino y 26 del sexo femenino. Su tasa de fecundidad es de 2.79 hijos por mujer y tiene 14 viviendas particulares habitadas.
| Gráfica de evolución demográfica de La Poza de la Tortuga entre 1990 y 2020 |
|                                                                             |
| INEGI.                                                                      |